# William Eagle Clarke
William Eagle Clarke I.S.O LL.D. (Leeds, 16 de março de 1853 - Edimburgo, 10 de maio de 1938) foi um ornitólogo britânico.

## Biografia
Clarke nasceu em Leeds, onde o seu pai era um solicitador, e frequentou o Yorkshire College, onde estudou sob o professor L. C. Miall. Originalmente um engenheiro civil e topógrafo, tomou mais tarde como profissão a história natural. Tornou-se Curador do Museu de Leeds em 1884, transferindo-se para o Departamento de História Natural do Royal Scottish Museum em 1888, onde foi Curador entre 1906/1921.
Clarke participou em diversas expedições, incluindo ao vale do rio Ródano, à Sclavónia, à Hungria e a Andorra, tendo observado que o vale do rio Ródano era importante para as aves migratórias. Ele também trabalhou em coleções obtidas por outros e descreveu a espécie Gallicolumba keayi. Clarke foi ainda fundamental para o reconhecimento de que os faróis e os navios eram capazes de recolher uma grande quantidade de informação acerca das migrações. Pelo seu trabalho sobre aves migratórias tornou-se no primeiro a ser laureado com a Medalha Godman-Salvin em 1922.